# Абделькадер Услаті
Абделькадер Услаті (фр. Abdelkader Oueslati, нар. 17 жовтня 1991, Олліуль) — туніський футболіст, півзахисник мадридського «Атлетіко» та національної збірної Тунісу.

## Клубна кар'єра
Вихованець футбольної школи мадридського «Атлетіко», у складі головної команди цього клубу дебютував 19 серпня 2012 року у грі чемпіонату проти «Леванте».

## Виступи за збірну
2012 року народжений у Франції футболіст дебютував в офіційних матчах у складі національної збірної Тунісу, своєї історичної батьківщини. Наразі провів у формі головної команди цієї країни 2 матчі.